# Sito del Mastodonte di Cerutti

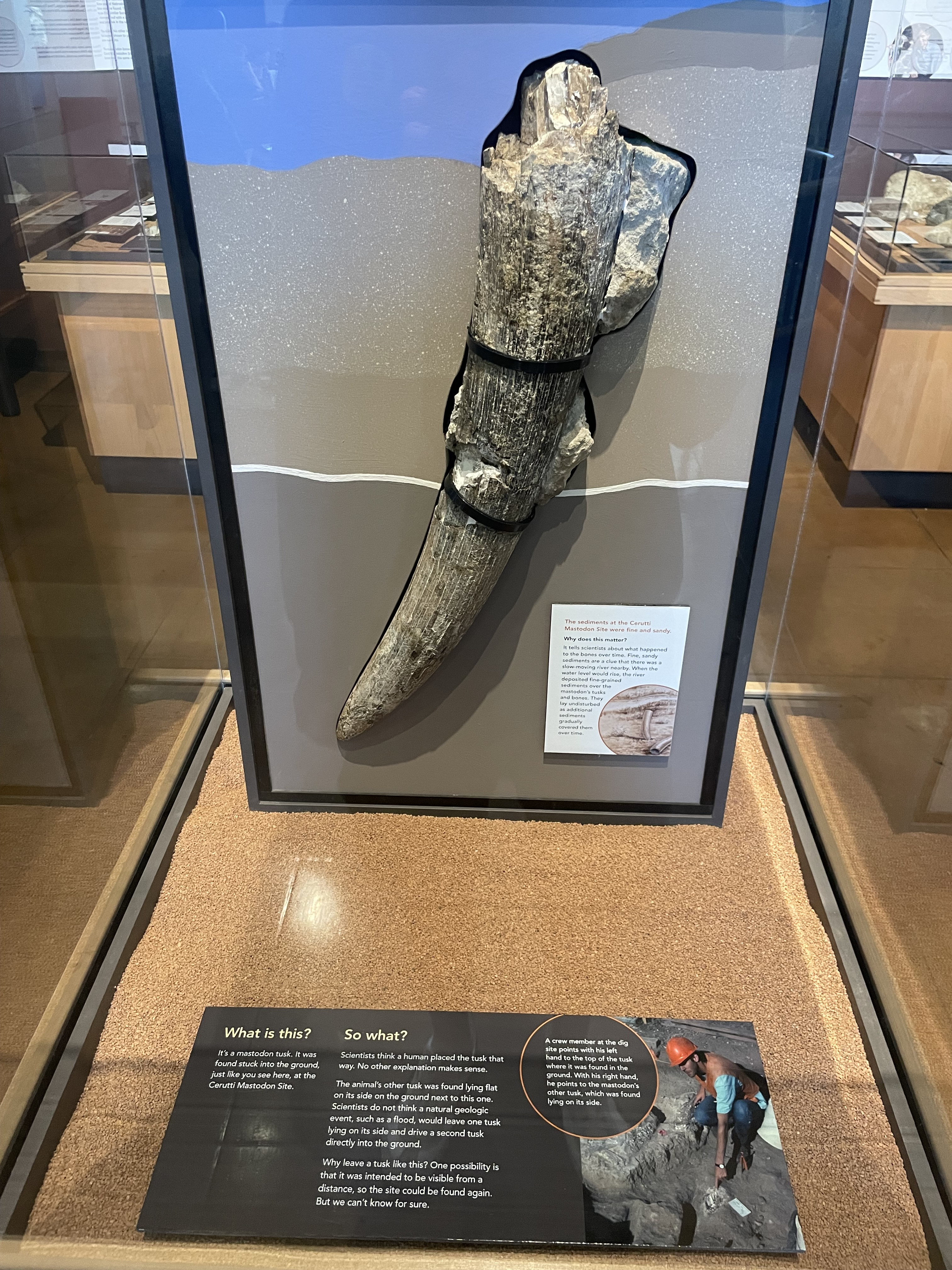

Il sito del Mastodonte di Cerutti (in inglese Cerutti Mastodon site) è un sito paleontologico e, secondo alcuni, archeologico degli Stati Uniti d'America, ubicato nella contea di San Diego (California). Nel 2017, i ricercatori annunciarono che le ossa spezzate di mastodonte rinvenute presso il sito erano state datate intorno a 130.700 anni fa. Poiché le ossa erano state trovate insieme a ciottoli che mostravano usura e segni di impatto tra le sabbie, che erano invece di tipo fine, è stato suggerito dai ricercatori che le ossa siano state spezzate intenzionalmente da hominini usando le pietre. Se questo è vero, allora può darsi che una qualche forma di Homo fosse presente nelle Americhe in un'età estremamente precoce.

## Contesto
Come già detto, il sito si trova nella contea di San Diego (California). Una squadra di ricercatori del Museo di storia naturale di San Diego, guidata da Thomas Deméré, scavò il sito dal 1992 al 1993.. Il sito prende il nome da Richard Cerutti, un altro paleontologo del museo a cui si attribuisce di averlo scoperto durante l'espansione della superstrada State Route 54.

## Scoperte
I resti fossili di un giovane Mammut americanum maschio furono scoperti nello strato stratigrafico Letto E presso il sito: le ossa recuperate includono 2 zanne, 3 molari, 4 vertebre, 16 costole, 2 ossi di falange, 2 sesamoidi e oltre 300 altri frammenti ossei. Nel sito furono scoperti anche resti di cane diro, cavallo, cammello, mammut e folivoro di terra, insieme a cinque ciottoli che mostravano usura e segni d'impatto.
La squadra di ricerca trovò ciottoli e ossa spezzate di mastodonte che giacevano insieme presso il La datazione uranio-torio delle ossa del sito indica una stima di 130.700 (±9.400) anni fa per il sito del Mastodonte di Cerutti. La squadra di ricerca ritiene che i ciottoli trovati presso il sito fossero usati come martelli e incudini. La squadra di ricerca sostiene anche che le ossa di mastodonte mostrano segni di rottura intenzionale fatta dagli hominini. Se l'ipotesi fosse confermata, questo indicherebbe la presenza di qualche tipo di Homo nelle Americhe in una fase molto precoce.

## Critiche
La datazione del popolamento delle Americhe è un argomento molto controverso; teorie recenti suggeriscono date approssimativamente da 15.000 a 24.000 anni fa. Non è quindi sorprendente che alcuni ricercatori abbiano risposto con scetticismo alle conclusioni. Vari critici hanno sostenuto che le prove provenienti dal sito non escludessero definitivamente la possibilità che i ciottoli possano essere stati alterati per cause naturali. Altri critici citano anche la mancanza di manufatti e detriti litici, che generalmente si trovano nei siti associati alla fabbricazione di utensili litici, presso il sito del Mastodonte di Cerutti. Gli archeologi sottolineano anche la mancanza di prove tafonomiche nel sito, prove che generalmente sono richieste per sostenere affermazioni di cultura materiale.
Non sono state trovate ossa umana, e le asserzioni su utensili e lavorazione delle ossa somo state definite come "non plausibili". Michael R. Waters commentò che "Dimostrare un'occupazione così precoce delle Americhe richiede la presenza di manufatti di pietra inequivocabili. Non ci sono utensili di pietra inequivocabili associati alle ossa... questo sito probabilmente è solo un'interessante località paleontologica." Chris Stringer disse che  "asserzioni straordinarie richiedono prove straordinarie - ogni aspetto richiede il più severo scrutinio," aggiungendo che "Devono essere state necessarie forze elevate e concentrate per frantumare le ossa di mastodonte più spesse, e l'ambiente deposizionale a bassa energia apparentemente non fornisce alcuna alternativa ovvia agli esseri umani che usano i pesanti ciottoli trovati con le ossa."